# Steffen Zipfel
Steffen Zipfel (* 13. Januar 1965 in Reichenbach im Vogtland) ist ein ehemaliger deutscher Fußballspieler.

## Sportliche Laufbahn
In seinem ersten Spiel in der höchsten Spielklasse des DDR-Fußballs sicherte Steffen Zipfel mit seinem Tor dem FC Carl Zeiss Jena einen Punkt im Auswärtsspiel beim 1. FC Magdeburg. Am 10. Spieltag der Saison 1987/88 brachte der 22-jährige Mittelfeldakteur beim 1:1-Remis in Magdeburg den FCC nach 16 Minuten zunächst in Führung – ehe Markus Wuckel bereits zwölf Minuten später zum Endstand ausglich. Seinen Premierentreffer nach einem Eckball Jörg Burows beschreibt er im Interview mit dem Fachblatt fuwo nüchtern: „Den von Peschke in den Rückraum verlängerten Ball stieß ich mit dem Kopf ins Tor. Erstaunlich, daß da weit und breit kein Gegenspieler zu sehen war.“
In seiner ersten Saison für den FC Carl Zeiss erreichte das Team von Trainer Lothar Kurbjuweit neben Rang 6 das Endspiel des FDGB-Pokals. Newcomer Zipfel wurde im mit 0:2 verlorenen Finale gegen den BFC Dynamo im Berliner Stadion der Weltjugend aber nicht eingesetzt.
Diese Spielzeit 1987/88 begonnen hatte Zipfel in der zweitklassigen Liga bei der BSG Wismut Gera. Nicht zuletzt mit drei Toren in vier Punktspielen im September und Oktober 1987 machte der gebürtige Reichenbacher den Schwerpunktclub des Bezirkes Gera im westlich von Gera gelegenen Jena auf sich aufmerksam.
Durch das Double des BFC Dynamo 1988, konnte der FC Carl Zeiss als unterlegener Pokalfinalist Europapokal antreten. Im Europapokal der Pokalsieger der Saison 1988/89 konnte Steffen Zipfel in den Heimspielen gegen den SC Sparkasse Krems (5:0) und Sampdoria Genua (1:1) internationales Flair auf dem Rasen des Ernst-Abbe-Sportfelds genießen.
Im Wendejahr 1989/90 profitierte Zipfel von einer Neuregelung, die einen ständigen Wechsel zwischen einem Oberligaclub und einer Ligagemeinschaft ermöglichte: Im Herbst 1989 wurde er dabei achtmal in der Oberliga für den FCC und fünfmal in der Liga für die Wismut-Elf eingesetzt.
In der letzten eigenständigen Saison des ostdeutschen Zweitligafußballs gehörte der Mittelfeldspieler, der Mitte der 1980er-Jahre bei der BSG Motor "Fritz Heckert" Karl-Marx-Stadt zu den Stammkräften gehört hatte und zuvor 1983 mit dem FC Karl-Marx-Stadt DDR-Juniorenmeister geworden war, dann fest zum Kader der Geraer Wismut-Fußballer. In 28 Punktspielen gelangen ihm in Staffel B dabei sechs Tore. Ab der Premierensaison 1991/92 der Amateur-Oberliga im NOFV-Bereich hielt er dem Verein, der ab 1993 als 1. SV Gera firmierte und ab 1994 in der viertklassigen Oberliga antrat, bis mindestens 1995 die Treue.